# Lukas Spalvis
Lukas Spalvis, né le 27 juillet 1994, est un footballeur lituanien évoluant au poste d'attaquant. Il joue actuellement au FC Kaiserslautern.

## Biographie

### Jeunesse
Né en Lituanie, Spalvis déménage en Suisse avec sa mère à l'âge de six ans et s'établit à Bâle, où il fait ses études dans une école germanophone.
Durant sa jeunesse, il évolue au club allemand du SV Weil 1910 à Weil am Rhein, près de Bâle, puis dans les équipes jeunes du SC Fribourg avant de rejoindre celles du club danois de l'Aalborg BK en 2012.

### Carrière en club

#### Débuts à Aalborg (2012-2016)
Alors âgé de 19 ans, Spalvis est promu en équipe première à l'occasion de la saison 2013-2014 et fait ses débuts professionnels à l'occasion d'un match de Coupe du Danemark le 29 août 2013 contre Silkeborg IF qu'il démarre en tant que titulaire. Sa première apparition en championnat danois a lieu le 6 octobre 2013, Spalvis entrant à la 74e minute du match contre Viborg FF. Pour sa première saison professionnelle, il remporte avec son club le doublé Coupe-Championnat, inscrivant onze buts lors de ses vingt-quatre matchs de compétition et finissant deuxième meilleur buteur du club derrière Kasper Kusk.
La saison suivante, Spalvis doit subir une opération au niveau des ligaments croisés et ne dispute que six matchs de championnat et deux matchs de qualification à la Ligue des champions, n'inscrivant aucun but. Il retrouve sa place de titulaire lors de la saison 2015-2016 qui le voit terminer meilleur buteur du championnat danois avec dix-huit buts inscrits en trente matchs. Ses performances lui permettant d'obtenir un transfert au Sporting CP officialisé dès le 8 février 2016 pour l'été suivant.
Durant son temps à Aalborg, Spalvis acquiert le surnom « Zweimal », signifiant « deux fois » en allemand, du fait de sa propension à inscrire uniquement des doublés lors des matchs où il se trouve buteur, une série qui s'étale sur cinq matchs jusqu'à ce qu'il n'inscrive qu'un seul but face à Odense le 24 août 2015.

#### Sporting CP (2016-2018)
Peu de temps après son arrivée à Lisbonne, Spalvis se blesse gravement aux ligaments croisés lors de la préparation et reste indisponible jusqu'en janvier 2017. Il est prêté à Belenenses le 10 janvier 2017 avant d'être rappelé au Sporting le 26 janvier, le club n'estimant pas l'attaquant en condition physique suffisante. Il est ensuite annoncé en prêt à Rosenborg le 2 février, mais ne parvient pas à passer sa visite médicale avec succès, annulant le transfert.
Il est prêté une nouvelle fois, cette fois au FC Kaiserslautern en deuxième division allemande, dans le cadre de la saison 2017-2018.

#### FC Kaiserslautern (2018-)
Arrivé en fin de contrat au Sporting, il s'engage FC Kaiserslautern, club auquel il a été prêté la saison précédente, et signe un contrat de 4 ans.

### Carrière internationale
Après avoir évolué chez les moins de 19 ans et les espoirs, Spalvis fait ses débuts avec la sélection lituanienne à l'occasion d'un match amical face au Kazakhstan le 5 mars 2014. Il inscrit son premier but en sélection à l'occasion d'un autre match amical face à la Pologne le 6 juin suivant.

## Statistiques
| Saison                | Club                     | Championnat           | Championnat | Championnat | Coupe(s) nationale(s) | Coupe(s) nationale(s) | Compétition(s) continentale(s) | Compétition(s) continentale(s) | Compétition(s) continentale(s) | Lituanie | Lituanie | Total | Total |
| Saison                | Club                     | Division              | M.          | B.          | M.                    | B.                    | Comp.                          | M.                             | B.                             | M.       | B.       | M.    | B.    |
| 2013-2014             | Aalborg BK               | Superliga             | 17          | 8           | 7                     | 3                     | -                              | -                              | -                              | 3        | 1        | 27    | 12    |
| 2014-2015             | Aalborg BK               | Superliga             | 6           | 0           | 0                     | 0                     | C1+C3                          | 2+0                            | 0+0                            | 2        | 0        | 10    | 0     |
| 2015-2016             | Aalborg BK               | Superliga             | 30          | 18          | 3                     | 1                     | -                              | -                              | -                              | 9        | 1        | 42    | 20    |
| Sous-total            | Sous-total               | Sous-total            | 54          | 26          | 10                    | 4                     | -                              | 2                              | 0                              | 14       | 2        | 80    | 32    |
| 2016-2017             | Sporting CP              | Primeira Liga         | 0           | 0           | 0                     | 0                     | C1                             | 0                              | 0                              | 3        | 0        | 3     | 0     |
| 2016-2017             | CF Belenenses (prêt)     | Primeira Liga         | 0           | 0           | 0                     | 0                     | -                              | -                              | -                              | 0        | 0        | 0     | 0     |
| 2017-2018             | FC Kaiserslautern (prêt) | 2. Bundesliga         | 19          | 5           | 1                     | 1                     | -                              | -                              | -                              | 0        | 0        | 20    | 6     |
| Sous-total            | Sous-total               | Sous-total            | 19          | 5           | 1                     | 1                     | -                              | -                              | -                              | 4        | 0        | 24    | 6     |
| Total sur la carrière | Total sur la carrière    | Total sur la carrière | 73          | 31          | 11                    | 5                     | -                              | 2                              | 0                              | 18       | 2        | 104   | 38    |

## Palmarès
Spalvis remporte le doublé championnat du Danemark-Coupe du Danemark avec l'Aalborg BK en 2014.